# 1943: The Battle of Midway
1943: The Battle of Midway, conhecido no Japão como 1943: Midway Kaisen (1943 ミッドウェイ海戦), é um jogo eletrônico shoot 'em up para arcade lançado pela Capcom em junho de 1987. Foi a primeira continuação da Capcom para o jogo 1942.